# Janusz Czapski (ur. 1946)
Janusz Andrzej Czapski (ur. 28 lutego 1946 w Ożarowie) – polski profesor nauk rolniczych, pracownik naukowy Uniwersytetu Przyrodniczego w Poznaniu (UPP). Specjalizuje się w zagadnieniach z zakresu technologii żywności i żywienia.

## Życiorys
Absolwent III Liceum Ogólnokształcącego w Poznaniu (1965) i Wyższej Szkoły Rolniczej w Poznaniu (obecnie UPP; rocznik 1969). Bezpośrednio po studiach pracował w Poznańskich Zakładach Koncentratów Spożywczych Amino (1969-1970). Od 1970 pracował w WSR w Poznaniu (od 1972 Akademii Rolniczej w Poznaniu). W 1974 obronił pracę doktorską, w 1988 otrzymał stopień doktora habilitowanego, w 2001 tytuł profesora. Był m.in. dziekanem Wydziału Technologii Żywności AR (1990-1993). Oprócz pracy w UPP był zatrudniony również w Państwowej Wyższej Szkole Zawodowej im. Jana Amosa Komeńskiego w Lesznie i Ośrodku Badawczo-Rozwojowym Maszyn dla Przetwórstwa Płodów Rolnych.
Wraz z prof. Eugenią Sobkowską opracował metody produkcji czerwonego barwnika z buraka ćwikłowego, co było przedmiotem ich wspólnych patentów.
Był zastępcą przewodniczącego Komitetu Nauk o Żywności PAN oraz członkiem zarządu (od 1997 r.) i wiceprezesem (2007–2012) Polskiego Towarzystwa Technologów Żywności; w 2013 r. został jego 18. członkiem honorowym.
W 1994 został odznaczony Złotym Krzyżem Zasługi, w 2009 Krzyżem Oficerskim Orderu Odrodzenia Polski.